# Szalai Babett
Szalai Babett (Körmend, 1990. február 21. –) magyar válogatott kézilabdázó, a Dunaújvárosi Kohász játékosa.

## Pályafutása

### Klubcsapatokban
Szalai Babett szülővárosának csapatában, a Körmendi Dózsában kezdett kézilabdázni. Tizennégy éves korában került a Győri Audi ETO csapatához. Győrben sporttagozatos gimnáziumot végzett, az NB I/B-ben pedig bajnokságot nyert a korosztályos csapattal. 2009-ben lejárt a szerződése az ETO csapatánál, ezt követően került a DVSC-hez, majd a Siófok csapatához. 2015-ben igazolt a Dunaújvárosi Kohászhoz. 2016-ban EHF-kupát nyert a dunaújvárosiakkal. 2017 februárjában két évvel meghosszabbította a szerződését.

### A válogatottban
2009-ben a hazai pályán junior Európa-bajnoki ezüstérmet szerzett csapat tagja volt, 2010-ben részt vett a koreai junior világbajnokságon. A 2018-as Európa-bajnokságra készülő felnőtt válogatott utolsó felkészülési mérkőzéseinek egyikén Klivinyi Kinga sérülést szenvedett, ami miatt kikerült a keretből. Kim Rasmussen szövetségi kapitány a helyére néhány nappal az Európa-bajnokság kezdete előtt Lakatos Ritát és Szalait hívta be, végül mindketten tagjai lettek az Európa-bajnokságon résztvevő csapatnak. Szalai a csoportmérkőzéseket követően kikerült a keretből, helyére Lakatos Ritát cserélte Kim Rasmussen.

## Sikerei, díjai
Dunaújvárosi Kohász
- EHF-kupa-győztesː 2015-2016